# 曹家镇 (仁寿县)
曹家乡，是中华人民共和国四川省眉山市仁寿县下辖的一个乡镇级行政单位。

## 行政区划
曹家乡下辖以下地区：
梨树村、水星村、梨园村、东联村、高河村、勤劳村、李庙村、共峨村、清泉村、井沟村和红艳村。